# Voyeur Beach

Voyeur Beach (Watchful Eye) est un téléfilm américain réalisé par Robert Kubilos et diffusé en 2002 à la télévision.

## Fiche technique
- Scénario : Eric Mittleman
- Durée : 83 min
- Pays :  États-Unis

## Distribution
- Renee Rea : Shannon
- Julie Cialini : Amber
- Melissa Barnes : Chloe
- Nikki Fairchild : Brooke
- Ty Winston : Ty
- Stephen Motto : Parker
- George Thomas : George
- Nissa Hall : Lisa
- Nikki Giovacchini : Max
- Tristen Cutter : Justin
- R. Dustin Griffin : Steve
- James Ten : James
- Frank Mercuri : Bill
- Leonard Montes : Big Tony
- Kristal Summers : Kristal